# Follow My Lead
"Follow My Lead" é um single de 50 Cent. Estava previsto para ser o quinto do álbum Curtis, de 50 Cent, mas foi substituída por "I'll Still Kill". A canção conta com a participação especial de Robin Thicke e produção realizada por Tha Bizness. O videoclipe oficial foi lançado em 10 de agosto de 2007.

## Parada
| Parada (2008)                                | Posição topo |
| -------------------------------------------- | ------------ |
| Billboard Bubbling Under R&B/Hip-Hop Singles | 18           |